# Neil Clement
Neil Clement (* 3. Oktober 1978 in Reading) ist ein ehemaliger englischer Fußballspieler.

## Karriere
Als Jugendlicher kam Clement auf Grund seines fußballerischen Talents in die Akademie von Lilleshall. Später gelangte er zum englischen Hauptstadtklub FC Chelsea, wo auch seine Profikarriere begann. Bereits 1996 rückte er in den Profikader des Teams. Am 21. Dezember desselben Jahres gab er beim 3:1-Sieg gegen West Ham United sein Debüt in der Premier League. Dies sollte sein erster und einziger Einsatz für eine längere Zeit bleiben. In der Spielzeit 1997/98 blieb er ohne Ligaeinsatz. Im Folgejahr kam er zu zwei Kurzeinsätzen im Ligapokal. Um ihm mehr Praxis geben zu können, entschieden die Klub-Verantwortlichen, Clement auszuleihen. Im November 1998 sicherte sich dann schließlich der FC Reading die Dienste des Defensivspielers. Am 21. November gab er sein Debüt für den neuen Verein. Schon eine Woche später erzielte Clement seinen ersten Profitreffer, beim 2:1-Erfolg gegen Lincoln City. Im Februar 1999 lief das Leihgeschäft aus. Allerdings transferierte Chelsea ihn zu Preston North End, wo er weitere Erfahrungen sammeln sollte. In seinem Premierenspiel für Preston erhielt er die Rote Karte und verpasste dadurch einen guten Einstand. Zur Saison 1999/00 wollte er wieder bei den Blues angreifen. Den Durchbruch verpasste er erneut und es kam zum dritten Ausleihgeschäft. Zwischen November 1999 und Januar 2000 trug Clement das Trikot des FC Brentford, einem damaligen Drittligisten. Bereits im März des gleichen Jahres lieh West Bromwich Albion Clement aus. Am 25. März gab er für die Baggies sein Debüt gegen Manchester City.
In der Football League First Division war der Abwehrspieler Leistungsträger seines neuen Arbeitgebers. Dieser entschied sich, ihn für 2000/01 fest zu verpflichten. Durch seine guten Auftritte wählten ihn die Fans zum „Spieler der Saison“. Außerdem wurde er in das „PFA-Division-One-Team des Jahres“ gewählt. Am Ende der Saison 2001/02 schaffte die Mannschaft den Aufstieg in die Premier League, stieg aber im Jahr darauf gleich wieder ab. Doch auch in der Abstiegssaison war Clement eine wichtige Säule des Teams. 2003/04 erfolgte der zweite Aufstieg in Englands höchste Spielklasse. Im Januar 2005 unterzeichnete Clement einen neuen Fünfeinhalb-Jahres-Vertrag. In diesem Jahr wählten ihn die Anhänger des Klubs zum zweiten Mal zum Spieler des Jahres. Nach Abschluss des Spieljahres 2005/06 stiegen die Baggies zum wiederholten Male ab. Clement hatte darauf ein schweres Jahr, spielte nur die Hälfte der Pflichtspiele und wurde zweimal des Platzes verwiesen. West Brom schaffte es in die Play-off-Runde, scheiterte allerdings an Derby County mit 0:1. Clement wurde in dieser Partie kurz vor Schluss eingewechselt. Ende Februar 2008 wurde der defensive Spieler an Hull City verliehen. Nach nur fünf Spielen kehrte er zurück und verhalf West Bromwich zum erneuten Aufstieg in die Premier League. Gegen die Queens Park Rangers bestritt er dabei sein 300. Pflichtspiel für Albion. Durch den Sieg in dieser Partie sicherte sich die Mannschaft den Gewinn der Liga. Im Vorbereitungsspiel auf die Saison 2008/09 verletzte sich Clement schwer am Knie und fiel für die gesamte Saison 2008/09 aus. Im Januar 2010 beendete er aufgrund der Knieverletzung seine Profikarriere.

## Erfolge
- Aufstieg in die Premier League mit West Bromwich Albion: 2001, 2003
- Gewinn der Football League Championship mit West Bromwich Albion: 2008

## Wissenswertes
- Im Juni 2008 bestritt Clement sein 300. Pflichtspiel für West Bromwich. Er war damit der erste Spieler des 21. Jahrhunderts der diese Marke im Dress von WBA durchbrach.
- Sein Vater ist der ehemalige Profifußballer Dave Clement, der zwischen 1965 und 1982 für verschiedene englische Klubs und der englischen Nationalmannschaft aktiv war.
- Sein Bruder ist Fußballtrainer Paul Clement.
- Sein Stiefvater ist Mike Kelly, ehemaliger Torhüter und Trainer. Dieser spielte mit Clements leiblichen Vater zwischen 1966 und 1970 bei den Queens Park Rangers.